# 柴家镇
柴家镇，是中华人民共和国山西省运城市河津市下辖的一个乡镇级行政单位。

## 行政区划
柴家镇下辖以下地区：
柴家村、上市村、庄头村、下牛村、丁家村、山王村、夏村、北张村、樊家峪村、吴村、北原村和苍底村。